# Српска православна црква Св. Григорија Богослова у Товаришеву
Српска православна црква Св. Григорија Богослова у Товаришеву, насељеном месту на територији општине Бачка Паланка припада Епархији бачкој Српске православне цркве. Црква представља непокретно културно добро као споменик културе.

## Архитектура цркве
Црква посвећена Светом Григорију Богослову подигнута је 1785. године и припада типу војвођанских храмова с краја 18. и прве половине 19. века чија се стилска решења крећу од развијеног барока до класицизма. Конципирана је као једнобродна грађевина са правоугаоним певничким просторима, дубоком олтарском апсидом и високим звоником наглашене лимене капе који доминира западним прочељем. 
Фасаде су оживљене плитким лезенама и уским плитким оквирима отвора. Појава триглифа, дентикула и гута на украсу сведоче о доминацији класицизма. Садашњи иконостас, по типу висока олтарска преграда са развијеним програмом, настао је комбинацијом резбе из 1848. године и икона из различитих времена и различитог порекла. Датовање икона и атрибуција онемогућени су вишеструким преправкама и преслицима. Престоне иконе указују на утицај барока и највероватније припадају крају 18. или почетку 19. века. Зидне представе су такође пресликаване по неколико пута. Издваја се сцена Косовског боја из 1853. године, која упућује на обнову култа Косовског боја.

## Галерија
- иконостас